# Åvinge gård
Åvinge gård ligger i Grödinge socken i Botkyrka kommun, väster om Rosenhill och länsväg 225. 

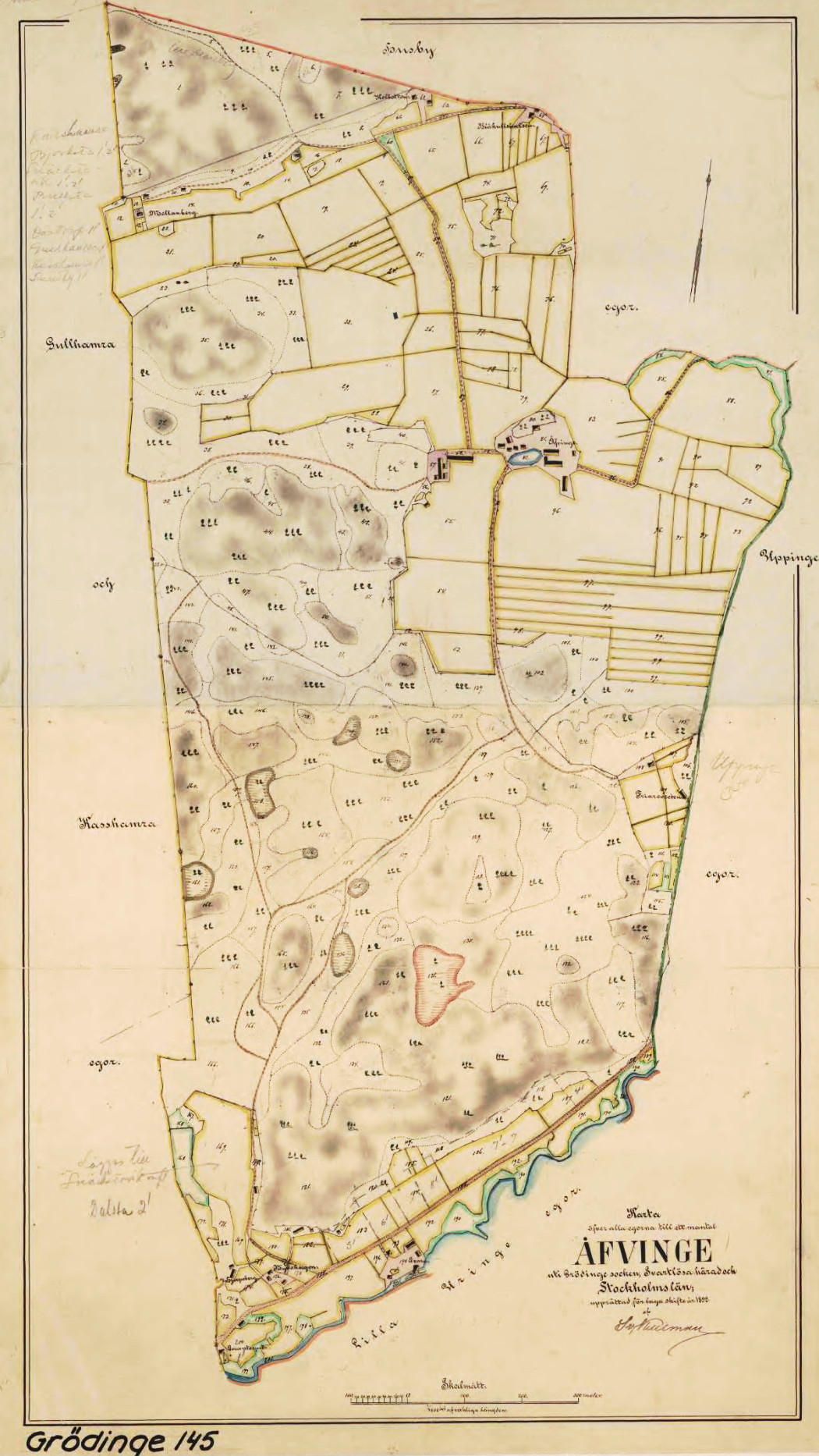
Karta över Åfvinges ägor uti Grödinge socken, 1892.

## Historik
Åvinge gård omtalas i skriftliga handlingar första gången 1310, då Biskop Styrbjörn i Strängnäs intygade att hans släkting bytt till sig jord 'in Awngi'. 
1331 fanns här ett mantal prebende lydande under Strängnäs domkyrka. Under 1500-talet fanns här två mantal prebende, varav det ena låg öde 1572-73.

## Åvinge gårds kubbstuga
Vid Åvinge gård finns en kubbstuga från sent 1800-tal. Väggarna är tillverkade av huggen ved som sammanfogats med lerbruk. I Stockholms län finns endast 29 kubbstugor kvar, därav två i Botkyrka kommun.

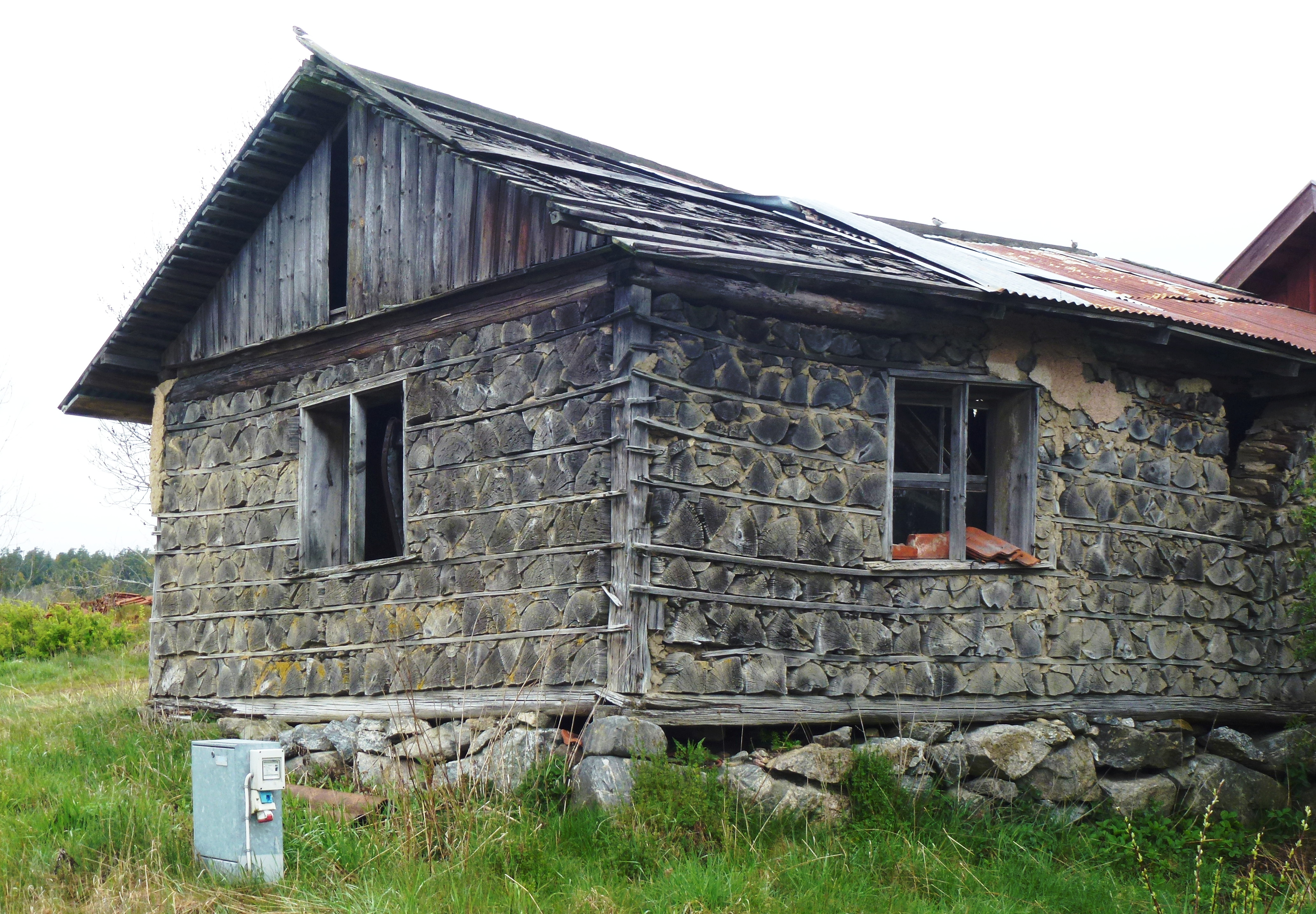
Kubbstugan vid Åvinge gård
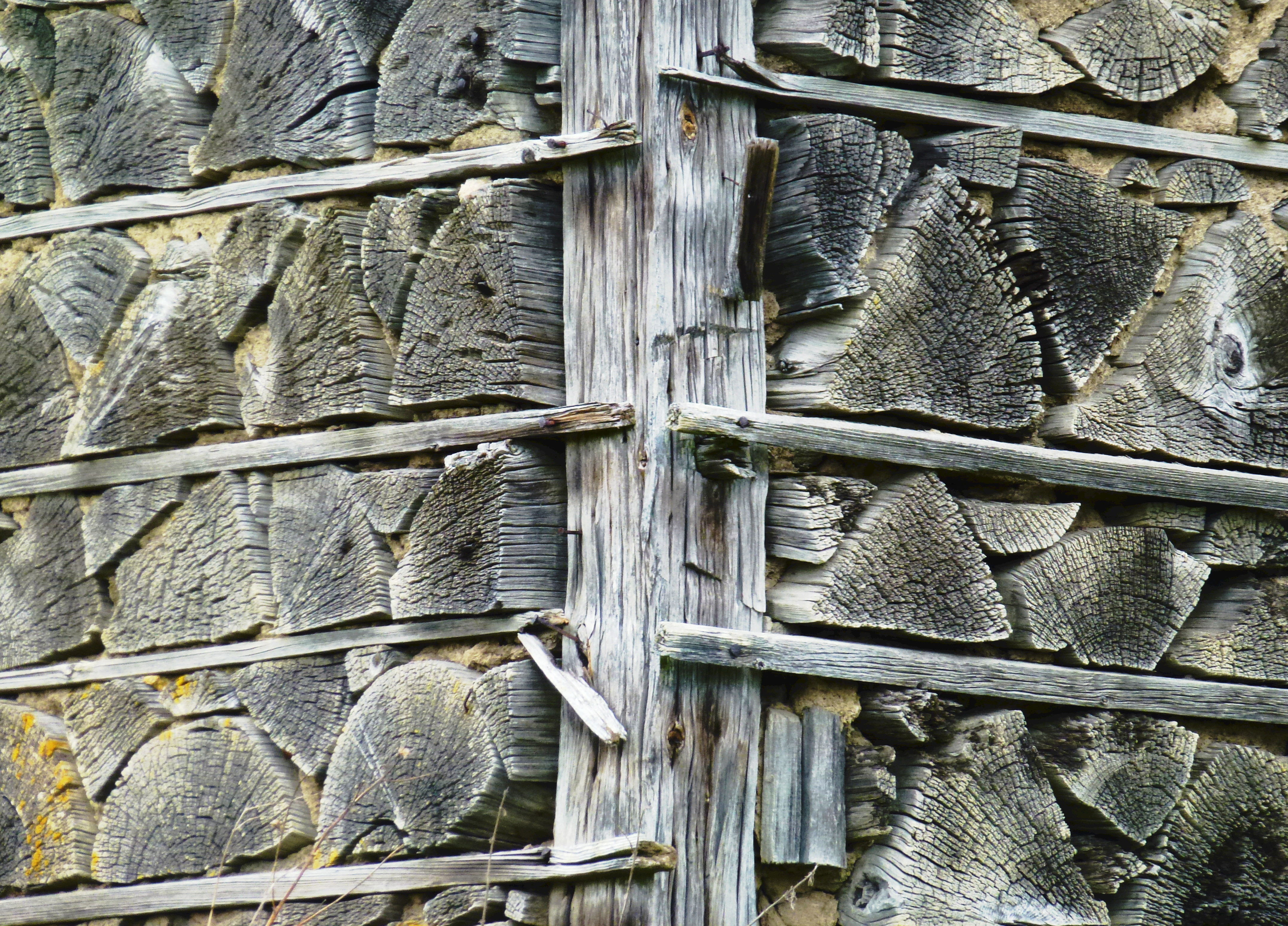
Kubbstugan vid Åvinge gård, detalj